# Daijoji

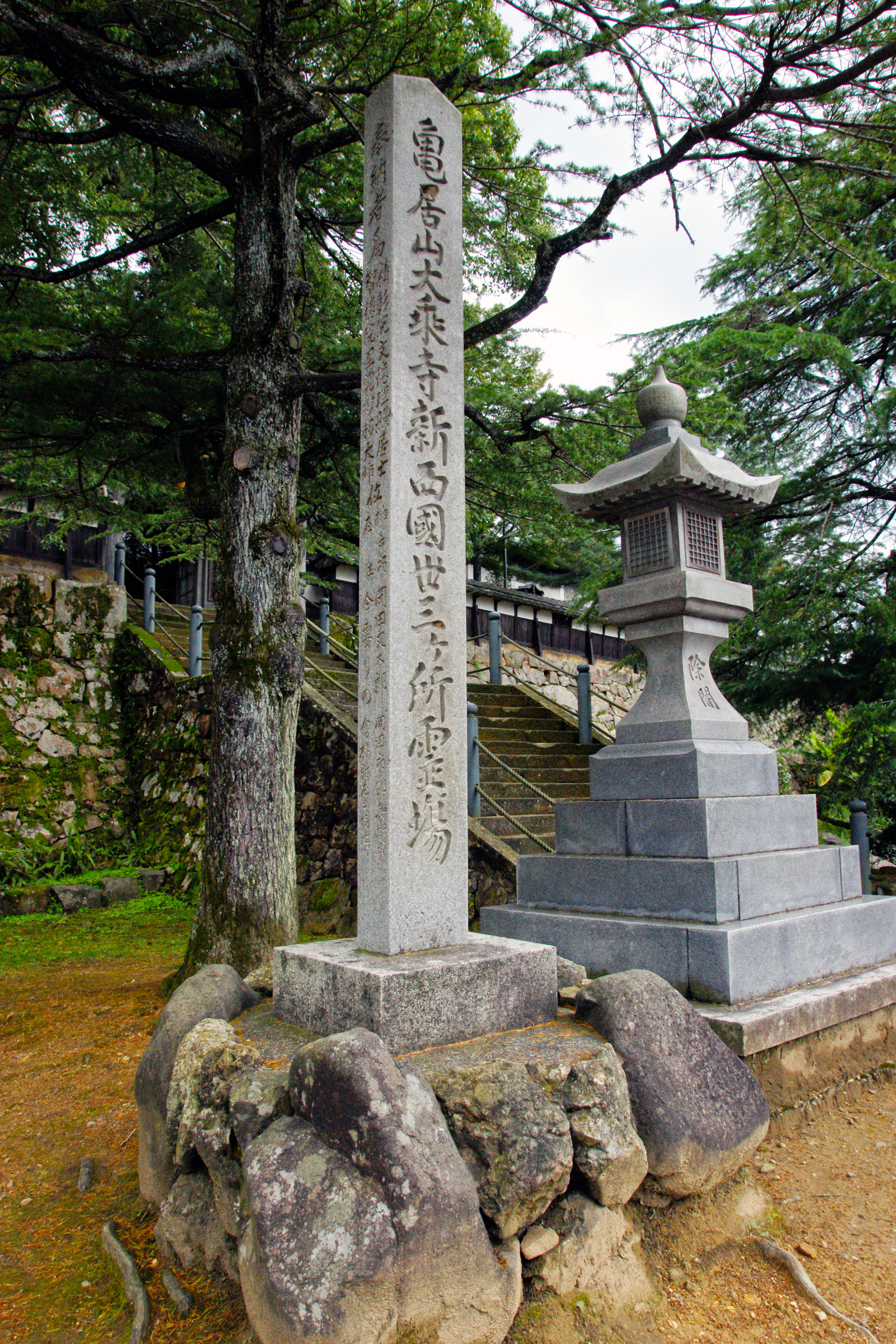
Stele di ingresso del monastero Tokozan Daijoji, Kanazawa.

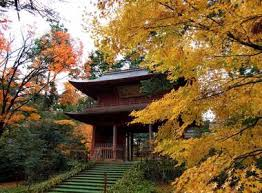
Ingresso principale del monastero Daijoji, Kanazawa

Il Monastero Daijoji, il cui nome ufficiale è Tokozan Daijoji, è uno dei monasteri Zen più antichi della scuola Sōtō ancora attivi, oltre al monastero principale fondato da Dogen Zenji, Eiheiji. È stato fondato nel 1289 dal terzo patriarca della scuola Zen, Tettsū Gikai.
È situato tra le colline boscose nel sud di Kanazawa vicino alla cima del monte Nodayama, nella prefettura di Ishikawa, registrato come Bene Culturale Nazionale del Giappone. Anche per questo motivo, il Daijoji, come Eiheiji e Sojiji, è uno dei pochi monasteri Zen giapponesi a permettere la formazione di praticanti occidentali e ad aprire le sue sale a visitatori occasionali, per i quali viene organizzata una meditazione aperta ogni domenica e sono previsti brevi soggiorni, nei quali essi possono condividere la vita dei monaci.
Daijoji è anche chiamato "Okyo dera" in quanto ha molti dipinti su porte scorrevoli di carta ad opera di Okyo Maruyama, un pittore del periodo Edo medio, e dei suoi discepoli. Quando Okyo non era ancora noto, l’abate del tempio di Daijoji, Mitsuzo, intuì il talento di Okyo e gli offrì la sua protezione per l’istruzione. Con quell'aiuto, Okyo si trasferì a Edo per imparare a dipingere, raggiungendo finalmente l'apice nel mondo dell'arte. Dopo questo, lui, i suoi figli e 12 allievi si recarono al Daijoji per cinque volte realizzando 165 dipinti su porte scorrevoli di carta e pergamene da appendere per ripagare il favore dell’abate. Tutti questi dipinti, designati come importanti proprietà culturali nazionali, decorano in Daijōji 13 stanze con al centro una statua in piedi di Kannon Bosatsu dalle undici facce.
L'attuale abate del monastero Daijoji è il maestro zen Tenzai Ryushin Azuma.
Il tempio Shinnyoji di Firenze, è un tempio afferente al monastero Daioji.

## Storia
Il monastero Daijoji fu fondato nel 1289 dal maestro Tettsū Gikai, sostenuto dalla protezione di un nobile del proprio clan nobiliare, Togashi Iegisa, che gli affidò un vecchio monastero Shingon, nella provincia di Kaga (antico nome di Ishikawa) nell’attuale città di Nonoichi. Su quell’insediamento Gikai zenji stabilì il Daijōji, trasformando la vecchia comunità in un sangha Zen, aggiungendo alla sua dottrina la parte rituale mutuata dal buddismo esoterico.
Il Tōkōzan Daijōji fu anche noto nel passato, prima con il nome di Shojurin ed in seguito con quello di Kinshihō.
In questo Monastero si sono formati i futuri patriarchi dello Zen Sōtō tra cui il più importante è Keizan Jōkin, discepolo di Tettsū Gikai, secondo abate di Daijōji, fondatore di Sojiji e quarto successore di Dōgen zenji.
Fu durante la sua permanenza a Daijōji che Keizan Jokin scrisse il famoso testo Denkōroku (伝 光 録), uno dei testi fondamentali della scuola Sōtō, basato su circa un anno dei suoi discorsi sul Dharma.
Nel corso dei secoli il monastero di Daijōji fu raso al suolo in periodo di guerra e poi ricostruito a Kanazawa. Dopo che fu nuovamente distrutto da un incendio nell'anno 1697 nel periodo Edo, fu ricostruito nella sua attuale sede, sotto la protezione della famiglia Honda, ad opera dei patriarchi Gesshū Sōko e Manzan Dōhaku, noti con il titolo di “Rifondatori della scuola Sōtō-shū”, che introdussero per Daijōji la denominazione "Kiku Daijō", nome che significa "monastero di rigorosa formazione Zen", e questa reputazione si diffuse ampiamente in tutto il Paese.